# Berhane Adere
Berhane Adere, född den 21 juli 1973, är en etiopisk friidrottare som tävlar i medel- och långdistanslöpning.
Aderes första internationella mästerskapsstart var VM 1993 då hon inte tog sig vidare till finalen på 10 000 meter. Hennes första final var finalen på 10 000 meter vid Olympiska sommarspelen 1996 då hon slutade på en artonde plats. Bättre gick det vid VM 1997 då hon slutade fyra på 10 000 meter på tiden 31.48,95. 
Vid VM 1999 blev hon sjua på 10 000 meter på tiden 31.32,51. Hon deltog även vid Olympiska sommarspelen 2000 då hon slutade på en tolfte plats på 10 000 meter. 
Hennes första internationella medalj vann hon vid VM 2001 då hon slutade tvåa efter landsmannen Derartu Tulu. Under 2002 vann hon guld både på 5 000 meter vid afrikanska mästerskapen i friidrott och guld i VM i halvmaraton. 
Hon inledde året med att bli världsmästare inomhus på 3 000 meter. Hon deltog vid VM 2003 i Paris där hon slutade tia på 5 000 meter. Däremot vann hon guld på 10 000 meter. Loppet är ett av de snabbaste någonsin och hennes tid i finalen 30.04,18 är den femte snabbaste genom historien. Tiden var nationsrekord fram tills Tirunesh Dibaba 2008 slog rekordet. 
Under 2004 deltog hon vid inomhus-VM i Budapest där hon slutade tvåa på 3 000 meter bakom Meseret Defar. Hon deltog inte vid Olympiska sommarspelen men var tillbaka till VM 2005 i Helsingfors där hon blev silvermedaljör på 10 000 meter bakom landsmannen Dibaba. 
Under 2008 slutade hon sjua i London Maraton.
Adere är även goodwillambassadör för Unicef i deras program för utbildning av flickor.